# 성윤모
성윤모(成允模, 1963년 6월 27일~)는 대한민국의 관료이다. 제4대 산업통상자원부 장관이다.

## 학력
- 1979년 ~ 1982년: 대전대성고등학교 졸업
- 1982년 ~ 1986년: 서울대학교 경제학 학사
- 1986년 ~ 1988년: 서울대학교 대학원 행정학 석사
- 1995년 ~ 1998년: 미주리 대학교 대학원 경제학 박사

## 생애
서울대학교 경제학 학사, 서울대학교 대학원 행정학 석사, 미국 명문대 미주리 대학교 대학원 경제학 박사 학위를 수여하였다.
1988년 행정고시에 합격하여 1990년 산업자원부에서 공직 생활을 시작한 후 주로 산업 정책 분야에서 근무하였다. 
박근혜 정부에서 산업통상자원부 대변인과 국무조정실 경제조정실장 직위에 재임하였다. 문재인 정부에서 특허청장 직위에 재임하였다. 
2018년 산업통상자원부 장관 직위에 재임하였다. 임기 중 발생한 한일 무역 분쟁이 발생하였으며,일본 정부의 행동에 대응하여 똑같이 일본을 화이트리스트에서 배제하였다.

## 경력
- 1988년: 제32회 행정고시 합격
- 1990년: 산업자원부
- 주제네바대한민국대표부 공사참사관
- 2003년: 산업자원부 자본재통상팀장
- 2006년: 산업자원부 전력산업팀장
- 2008년: 지식경제부 산업경제정책관실 산업경제정책과 과장
- 2009년: 국가경쟁력강화위원회 실무추진단 파견
- 2012년 ~ 2013년: 지식경제부 중견기업정책관
- 2013년 ~ 2014년: 중소기업청 중견기업정책국 국장
- 2014년 ~ 2014년: 중소기업청 경영판로국 국장
- 2014년 ~ 2015년: 산업통상자원부 정책기획관
- 2015년 ~ 2016년: 산업통상자원부 대변인
- 2016년 ~ 2017년: 국무조정실 경제조정실 조정실장
- 2017년 ~ 2018년: 제25대 특허청장
- 2018년 ~ 2021년: 제4대 산업통상자원부 장관

## 개인사
- 관용차로 애스턴마틴 종류를 탄다고 수행기사들 중 한 명이 밝혔다.